# موریسون (کلرادو)
موریسون (به انگلیسی: Morrison) شهری در ایالت کلرادو کشور ایالات متحده آمریکا است که جمعیت آن در سرشماری سال ۲۰۱۰ میلادی، ۴۲۸ نفر بوده‌است.